# Salangane de la Société
Aerodramus leucophaeus
Espèce
Synonymes
- Macropteryx leucophaeus Peale, 1848
(protonyme)
- Collocalia leucophaeus (Peale, 1848)
- Collocalia leucophaea (Peale, 1848)

Statut de conservation UICN

 LC  : Préoccupation mineure
La Salangane de la Société (Aerodramus leucophaeus) est une espèce d'oiseaux de la famille des Apodidae.

## Répartition
Cet oiseau est endémique des îles de la Société, où elle vit sur Tahiti et Moorea.